# Félix Plasencia
Félix Plasencia est un homme politique vénézuélien d'origine espagnole. Ministre du Tourisme et du Commerce extérieur entre 2019 et 2020 puis ambassadeur du Venezuela en Chine entre 2020 et 2021, il est ensuite nommé ministre vénézuélien des Relations extérieures entre août 2021 et mai 2022. Il est ambassadeur du Venezuela en Colombie depuis le 7 septembre 2022, à la suite de la reprise des relations diplomatiques entre les deux pays à l'été 2022, et secrétaire exécutif de l'Alliance bolivarienne pour les Amériques depuis le 15 décembre de la même année.

## Biographie
Les parents de Félix Plasencia sont originaires de l'île de Tenerife sur l'archipel espagnol des Canaries et sont des amis du ministre espagnol de l'Équipement José Luis Ábalos, ce qui n'est pas sans créer de polémique en Espagne en janvier 2020.

## Carrière politique
Depuis 2012, il occupe des postes proches des membres de la famille de Delcy Rodríguez, l'une des figures du chavisme et personnalité de premier plan du clan du président Nicolás Maduro. 
Il est ainsi directeur des relations internationales de Libertador, l'une des cinq circonscriptions constituant la capitale Caracas et président de Fundapatrimonio qui gère les monuments historiques de la capitale, le tout sous le mandat de Jorge Rodríguez, le frère de Delcy, et alors qu'Hugo Chávez affronte Henrique Capriles Radonski à la présidentielle. Il est ensuite chef du protocole au ministère vénézuélien des Relations extérieures, vice-ministre de l'Asie, du Moyen-Orient et de l'Océanie entre 2016 et 2018. 
Le 12 août 2019, il est nommé ministre du Tourisme et du Commerce extérieur selon le décret n° 3946 paru au journal officiel du Venezuela n° 41692, ministre nouvellement créé de la fusion du ministère du Tourisme et du ministère du Commerce extérieur. 
Le 25 octobre 2020, il quitte le ministère, remplacé par Alí Padrón, et devient ambassadeur du Venezuela en Chine. 
Il est nommé ministre des Relations extérieures le 19 août 2021. Il est remplacé le 16 mai 2022 par Carlos Faría.
En août 2022, la normalisation des relations entre la Colombie et le Venezuela entraîne la reprise des relations diplomatiques et la nomination d'ambassadeurs respectifs dans le pays voisin, Félix Plasencia a demandé son accréditation aux autorités colombienne pour être ambassadeur du Venezuela en Colombie.
Le 15 décembre 2022, il est nommé secrétaire exécutif de l'Alliance bolivarienne pour les Amériques, l'organisation politique, culturelle, sociale et économique qui promeut l'intégration des pays de l'Amérique latine et des Caraïbes.